# Rezonans
Rezonans (ou Rezonans-MKA, en russe : Резонанс-МКА) est une constellation de 4 micro-satellites scientifiques russes  qui vont étudier la magnétosphère de la Terre. Les satellites développés par la société Lavotchkine doivent être lancés après 2025 ou 2027/2028 par une fusée Soyouz 2.1b / Fregat M. Ils circuleront par paire sur deux orbites hautes (500 km × 28000 km inclinaison orbitale 63,4°) se recoupant. Les satellites Rezonans utilisent la plateforme Karat du constructeur (version MKA-FKI). Les objectifs scientifiques portent sur le champ magnétique terrestre, les anneaux de courant, les orages magnétiques et la dynamique du plasma. Un objectif spécifique est l'étude du rayonnement cyclotron de la magnétosphère terrestre qui pourrait jouer un rôle important dans la forme des ceintures de radiation. 